# Walther von der Vogelweide

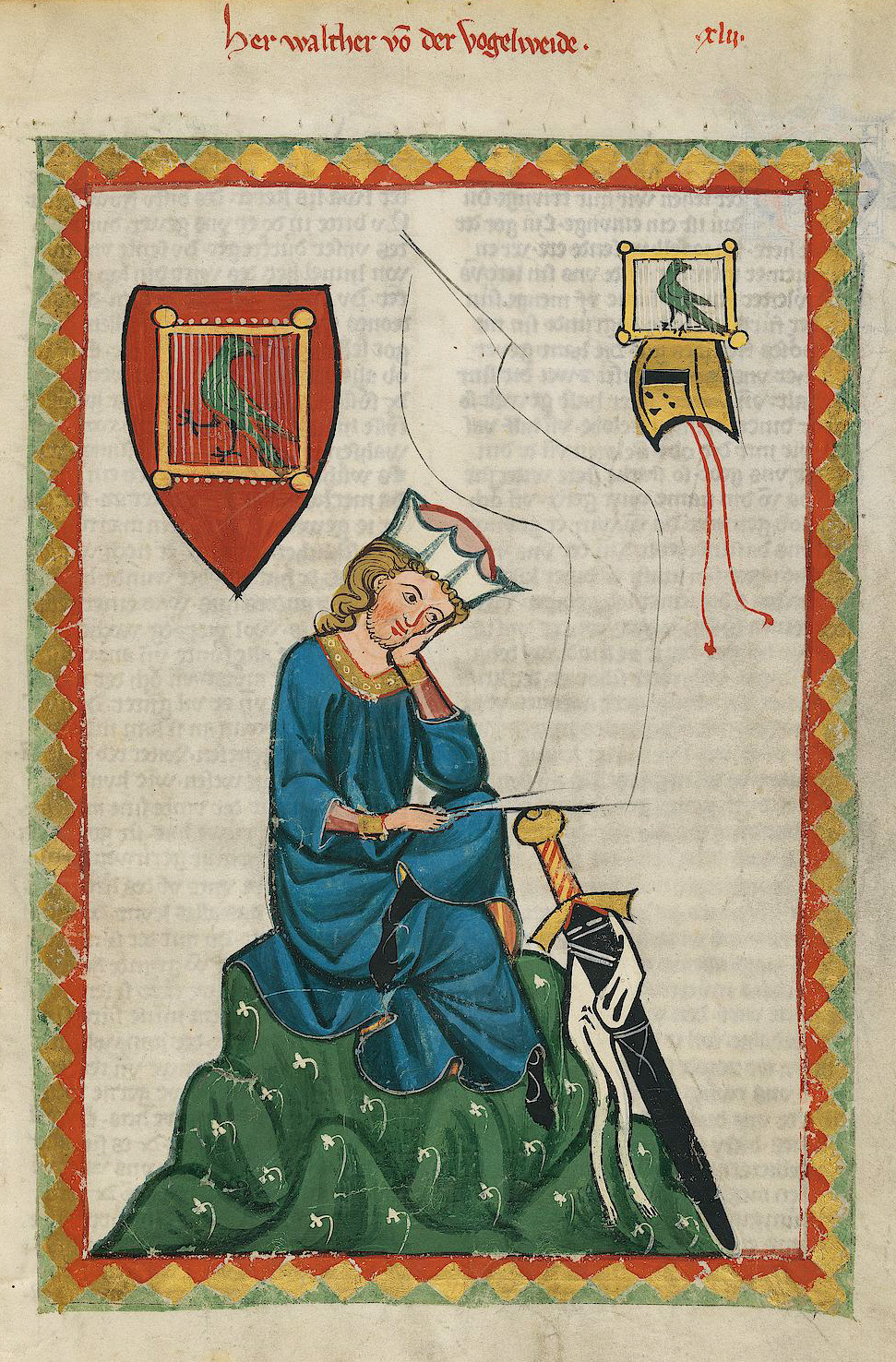
Walther von der Vogelweide
(Codex Manesse, c. 1300).

Walther von der Vogelweide nació alrededor de 1170 posiblemente en la actual Baja Austria y murió, probablemente en Wurzburgo, alrededor de 1228. Fue uno de los Minnesänger más famosos. Se le considera el más importante poeta en alemán de la Edad Media.

## Biografía
A pesar de toda su fama, el nombre de Walther no se encuentra en documentos contemporáneos, a excepción de una sola mención en los relatos de viajes del obispo Wolfger de Erla de la diócesis de Passau, que el 12 de noviembre de 1203 anota: «Walthero cantori de Vogelweide pro pellicio v solidos longos» (Para Walther el cantor de Vogelweide, cinco chelines para una pelliza). La mayor fuente de información sobre él son sus propios poemas y referencias ocasionales que de él hacen otros trovadores, por ejemplo, en el lamento sobre la muerte de los grandes cantantes del pasado ("Wol mich des tages").

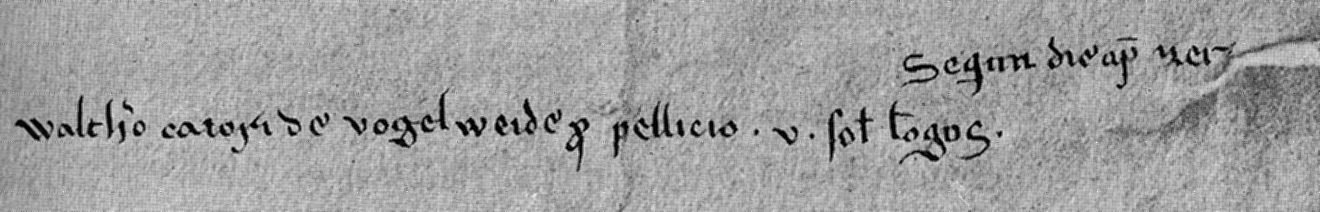
Única mención documental a Walther von der Vogelweide.

Del título que le dan sus contemporáneos (her, esto es Herr, señor) resulta claro que era de origen noble; pero de la misma manera, su apellido Vogelweide (prado de los pájaros, en latín aviarium, lugar donde se capturaban los pájaros) evidencia que no pertenecía a la más alta nobleza, que recibía su nombre de castillos o villas, sino a la nobleza de servicio (Dienstadel), humildes vasallos de grandes señores, que por su riqueza y posición no estaban muy alejados de los campesinos libres.

### Lugar de nacimiento
El lugar de nacimiento de Walther es desconocido hoy en día y probablemente nunca será posible indicarlo con exactitud debido a la ausencia de documentos escritos. Hay pocas posibilidades de averiguarlo a partir de su nombre. En la Edad Media había muchos lugares llamados "Vogelweiden" en las cercanías de los castillos y ciudades, donde se capturaban tanto halcones para cetrería como pájaros cantores. Por esta razón, hay que asumir que el poeta recibió este nombre ante todo en un ámbito local, pues no puede usarse a gran escala debido a la ambigüedad de esa designación (otras personas de la alta nobleza y poetas que solían viajar con sus amos utilizaban el nombre inequívoco de su señor o de su lugar de origen). Por lo tanto, el nombre solo resultaba significativo en el círculo más cercano, donde solo hubiera un Vogelweide. Del mismo modo, pudo entenderse como un sobrenombre metafórico del cantante. Ahora bien, los nombres artísticos eran normales en poetas de los siglos XII y XIII, mientras que los minnesänger en principio eran conocidos por el apellido de su familia noble con la que firmaban documentos. Por estas razones, diversos lugares pretenden ser la tierra natal del cantante: Fráncfort del Meno, Feuchtwangen, Wurzburgo, Dux (en Bohemia) y Bolzano-Bozen en Italia.
En 1974 Helmut Hörner localizó una granja mencionada en 1556 como "Vogelweidhof" en el urbarium del dominio Rappottenstein, en aquel tiempo perteneciente al Amt Traunstein, hoy dentro del municipio de Schönbach (en el Waldviertel de Baja Austria), cuya existencia se mencionaba, sin más comentarios, ya en 1911 por Alois Plesser, quien desconocía su exacta ubicación. Hörner probó que la granja Weid es en realidad la aludida Vogelweidhof y dio argumentos para considerar que Walther nació en el Waldviertel. Publicó sus hallazgos en 1974 en su libro 800 Jahre Traunstein (800 años Traunstein). Entre otros extremos, resalta que el propio Walther dice "Ze ôsterriche lernt ich singen unde sagen" ("En Austria -en aquella época sólo la Baja Austria y Viena- aprendí a cantar y hablar"). Una tradición sostiene que Walther, uno de los diez Antiguos maestros, fue un Landherr (terrateniente) de Bohemia, lo que no contradice su origen en el Waldviertel, porque en la época medieval, el Waldviertel se describe de vez en cuando como versus boemiam. Esta teoría recibió un fuerte apoyo en 1977 y 1987 por parte de Bernd Thum (Universidad de Karlsruhe, Alemania), que hace muy plausible un origen en el Waldviertel. Thum comenzó analizando el contenido de la obra de Walther, especialmente su llamada a la cruzada, también conocida como "elegía de los tiempos antiguos" y concluyó que el lugar de nacimiento de Walther estaba apartado de todas las rutas comerciales de su tiempo y en una región en la que la tierra aún estaba despejada en esta época, pues el cantante se lamenta "Bereitet ist daz velt, verhouwen ist der walt" y que no reconoce ya a la tierra ni a la gente. Esto solo puede aplicarse al Waldviertel.
En 1987, Walter Klomfar y la bibliotecaria Charlotte Ziegler concluyeron que Walther podía haber nacido en el Waldviertel. El punto de partida fue también el estudio por parte de Klomfar de las mismas líneas de Walther arriba mencionadas, de las que ningún investigador ha dudado, pero que literalmente no dicen nada de su lugar de nacimiento. Klomfar tiene en cuenta un mapa histórico trazado por los monjes del monasterio de Zwettl en el siglo XVII con ocasión de un litigio. Este mapa contiene un pueblo llamado Walthers y un campo marcado como "Vogelwaidt", así como una casa de la villa. El pueblo quedó desierto, pero un pozo marcado en el mapa pudo ser excavado y reconstruido para probar la exactitud del mapa. Klomfar también pudo identificar a parte de los propietarios de la región y encontró uno con el nombre de Walther, nombre por otro lado nada infrecuente. Según la teoría de Klomfar, publicada en 2005, la villa fue creada en 1175 por un noble de Kleinst llamado Walter. En ese tiempo este noble vasallo habría roturado, por orden de su burgrave, en la tierra fronteriza hasta el bosque de Bohemia, y poblado esta tierra. Como era propio de la época, su hijo se habría educado en el cercano convento de Zwetl, donde habría aprendido latín bajo el severo cuidado de los monjes cistercienses y habría cantado en el coro de la iglesia.
Por el contrario, Franz Pfeiffer asume que el poeta nació en Wipptal en el Tirol del Sur, donde, no lejos de la pequeña ciudad de Vipiteno (en alemán, Sterzing), existe un bosque llamado Vorder- y Hintervogelweide. Este origen estaría en contradicción con el hecho de que Walther no pudo visitar su tierra natal durante muchos años. En aquella época el Tirol era el hogar de bastantes minnesänger conocidos.

### Reinmar el Viejo
La corte de Viena, en ese tiempo regida por el duque Federico I de la casa de Babenberg, se había convertido en un centro de arte y poesía. Aquí fue donde el joven poeta aprendió su arte bajo el conocido maestro Reinmar el Viejo, cuya muerte lamentó después en dos de sus más hermosas canciones; y en el generoso duque encontró su primer mecenas. Este feliz período de su vida, durante el cual produjo las más encantadoras y espontáneas canciones de amor, acabó en 1198 con la muerte del duque. De ahí en adelante, Walther fue un vagabundo que iba de corte en corte, cantando a cambio de comida y alojamiento, y siempre esperando encontrar algún patrón que lo salvara de su "vida de juglar" (gougel-fuore) y de la vergüenza de estar siempre de invitado. No era muy calculador en cuanto a la obtención de un éxito material. Vituperaba a los hombres y sus costumbres; e incluso cuando estas críticas no afectasen a los señores principescos, sus subordinados a menudo tomaban medidas para deshacerse de un censor tan incómodo.

### Política
Así se vio obligado a abandonar la corte del generoso duque Bernhard de Carinthia (1202-1256); después de experimentar la tumultuosa casa del landgrave de Turingia Hermann I Landgrave de Turingia, famoso mecenas, advierte a aquellos que tengan oídos sensibles que se mantengan lejos de allí; y después de tres años en la corte de Dietrich I de Meissen (que reinó entre 1195 y 1221) se queja de que por sus servicios no recibió ni dinero ni alabanzas. Walther fue, en realidad, un hombre de opiniones bastante fuertes; y es esto lo que le proporciona su principal significado en la historia, como se ve por su lugar en la literatura. Desde el momento en que la muerte del emperador Enrique VI (1197) abrió la lucha entre el imperio y el papado italiano, Walther se lanzó ardientemente a la lucha, en pro de la independencia y unidad alemanas. Aunque sus poemas religiosas pruebas lo suficiente la sinceridad de su Catolicismo, permaneció hasta el fin de sus días se opuso a las extremas reclamaciones de los papas, a quien él ataca con una amargura que solo puede estar justificada por la fuerza de sus sentimientos patrióticos. Sus poemas políticos comienzan con una llamada a Alemania, escrita en 1198 en Viena, contra las perturbadoras ambiciones de los príncipes: "Corona a Felipe con la corona del Emperador Y no les permitas que perturben más tu paz".
Estaba presente en la coronación, el 8 de septiembre, de Felipe de Suabia en Maguncia, y lo apoyó hasta que su victoria era segura. De esta época son poesías imperiales que describen la terrible época posterior a la muerte del emperador Enrique IV, así como el deseo de ver a Felipe como un nuevo rey y los reproches contra el papado; aparecieron alrededor de 1198 y una tercera en 1201. Después del asesinato de Felipe en 1209, "dijo y cantó" en apoyo de Otón de Brunswick contra el candidato papal Federico Hohenstaufen que fue nombrado el 9 de diciembre de 1212; y solo cuando la utilidad de Otón para Alemania quedó eliminada por la batalla de Bouvines (1212), se volvió hacia el ascendente Federico II, ahora el único representante de la majestad alemana frente al papa y los príncipes. La inestabilidad de la monarquía obligaba a cambios de bando que los poetas como Walther no podían sino seguir, debido a que los monarcas serían sus principales valedores y dependían de ellos financieramente.
Al final su genio y su celo por el imperio fueron reconocidos por el nuevo emperador. De uno de sus poemas resulta que el emperador Federico II le dio un pequeño feudo en Franconia alrededor de 1220 y, aunque se lamentaba de que su valor era escaso, le dio el hogar y la posición social que había deseado desde hacía tiempo. Walther no concretaba dónde estaba su feudo, pero se supone que en Wurzburgo porque el wurzburgués Michael de Leone cuanta alrededor de 1350 que la tumba de Walther está en la iglesia Neumünster en Wurzburgo. Que Federico le favoreciese confiriéndole la tutoría de su hijo Enrique, rey de romanos, es más que dudoso. El hecho, en sí poco probable, se basa solo en la evidencia de un único poema, que puede también interpretarse de otra forma. El inquieto espíritu de Walther no le dejó permanecer durante mucho tiempo en su nueva propiedad.

### Últimos años

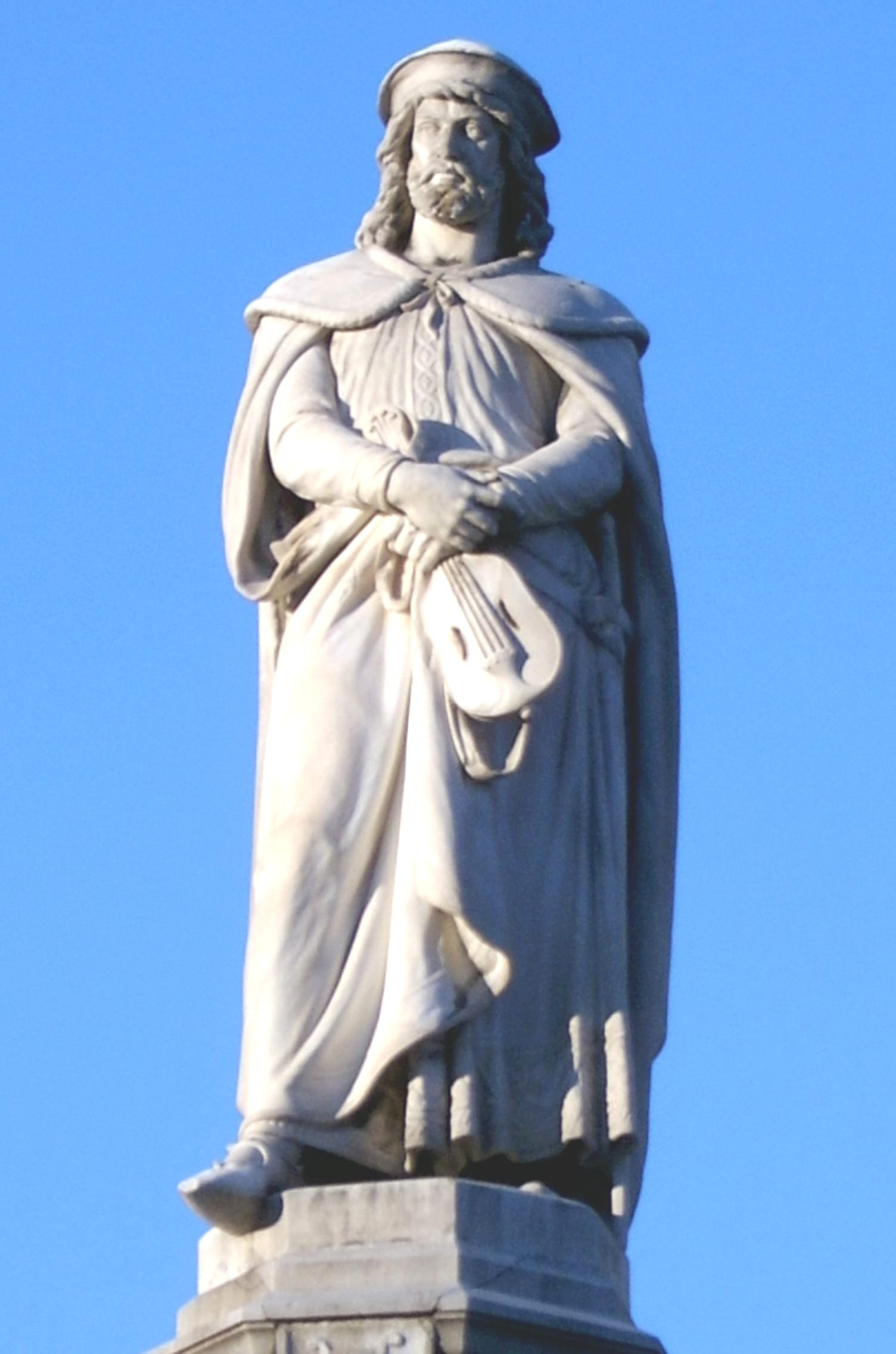
Estatua de Walther en Bolzano-Bozen.

En 1217 fue una vez más a Viena, y de nuevo en 1219 después del regreso del duque Leopoldo VI de la cruzada. Alrededor de 1224 parece haberse asentado en su feudo cerca de Wurzburgo. Fue activo al urgir a los príncipes alemanes para que participaran en la cruzada de 1228, y pudo haber acompañado al ejército cruzado al menos hasta el Tirol. En un bello y patético poema retrata el cambio que notó en las escenas de su niñez y que le hacían pensar en su vida como un mero sueño. Murió alrededor de 1230, y fue enterrado en Wurzburgo, dejando instrucciones de que los pájaros se alimentaran en su tumba diariamente.
Sobre el lugar en que estaba la tumba y la inscripción en latín que había solo se tiene información a través del Protonotario de Wurzburgo Michael de Leone, muerto en 1355, a quien se atribuye la compilación de canciones del "manuscrito E": «Pascua. qui volucrum. vivus. walthere. fuisti / Qui flos eloquij. qui palladis os. obiisti. / Ergo quod aureolum probitas tua possit habere. / Qui legit. hic. dicat. deus iustus miserere».
La tumba de piedra original con su inscripción en latín ha desaparecido, pero en 1843 se erigió un nuevo monumento en el lugar, llamado Lusamgärtchen (jardín Lusam), hoy arrinconado entre las dos principales iglesias de la ciudad. También hay una bella estatua del poeta en Bolzano, inaugurada en 1877.

## Obra poética
Sus poesías políticas son históricamente interesantes, pero su mérito se ha exagerado por muchos críticos literarios alemanes de los siglos XIX y XX, que vieron en ellos sus propias aspiraciones imperiales y prejuicios anti-papales reflejados en este poeta patriótico de la Edad Media.
De mayor valor son sus poesías líricas, que en su mayor parte se refieren al amor, lo que llevó a sus contemporáneos a saludarlo como su maestro en el canto (unsers sanges meister). Por supuesto que es desigual. En su peor poesía no se alza por encima de los rutinarios convencionalismos de su escuela. En sus mejores obras muestra una espontaneidad, encanto y facilidad que sus rivales buscaron en vano imitar. Sus primeras poesías están llenas del gozo por la vida, de un sentimiento por la naturaleza y la gloria del amor. Muy atrevido, incluso rescató el amor de la convención que había hecho de él una prerrogativa de la clase noble. Compara a la "mujer" (wip) con la "señora" (frouwe), considerando más a la primera frente a la segunda. Y pone la más bella de sus poesías, que es Unter der linden (Bajo del tilo), en boca de una simple joven. Este poema relata el amor entre un caballero y una joven campesina en la naturaleza, marcando la ruptura con el ideal del caballero y la dama despreciativa con amor no consumado.
Con el tiempo va ganando terreno una cierta seriedad que ya subyacía en sus primeras obras. Los poemas religiosos y didácticos se hacen más frecuentes; y sus versos en alabanza al amor se vuelven a veces una protesta contra los laxos estándares de una época desmoralizada por las perturbaciones políticas. Predica la cruzada, pero al mismo tiempo sugiere la virtud de la tolerancia, señalando que en la alabanza a Dios, "cristianos, judíos y paganos todos están conformes".
Fulmina el "falso amor"; pero se burla de aquellos que mantienen que "el amor es pecado". En una época de ideales monásticos y relajada moralidad no había ningún lugar común en los simples versos en que resume su principio inspirador de la caballería: "Swer guotes wibes liebe hat Der Schamt sich ieder missetat".
Considerada en su conjunto, la producción poética de Walther ofrece la imagen no solo de un gran genio artístico, sino de un personaje luchador, apasionado, muy humano y amable.

## Obras
- Der Azeton - Cárdenas eLibrary Austria (elib austria etxt in German)
- Der Bognerton - eLibrary Austria (elib austria etxt in German)
- Der Erste Phillipston - eLibrary Austria (elib austria etxt in German)
- Der Keiser als Spileman - eLibrary Austria (elib austria etxt in German)
- Der Kaiser Friedrichs und Engelbertston - eLibrary Austria (elib austria etxt in German)
- Der Koenig Friedrichston - eLibrary Austria (elib austria etxt in German)
- Der Koenig Heinrichston - eLibrary Austria (elib austria etxt in German)
- Der Leich - eLibrary Austria (elib austria etxt in German)
- Der Leopoldston - eLibrary Austria (elib austria etxt in German)
- Der Meisnerton - eLibrary Austria (elib austria etxt in German) Archivado el 14 de enero de 2006 en Wayback Machine.
- Der Ottenton - eLibrary Austria (elib austria etxt in German)
- Der Reichston um 1200 - eLibrary Austria (elib austria etxt in German)
- Der Unmutston - eLibrary Austria (elib austria etxt in German)
- Der Wiener Hofton - eLibrary Austria (elib austria etxt in German)
- Der Zweite Phillipston - eLibrary Austria (elib austria etxt in German)
- Fruehe Lieder bis 1198 - eLibrary Austria (elib austria etxt in German)
- Ich sach mit mînen ougen - eLibrary Austria (elib austria etxt in German) Archivado el 14 de enero de 2006 en Wayback Machine.
- Ich saz ûf einem Steine - eLibrary Austria (elib austria etxt in German)
- Ir sult sprechen willekomen - eLibrary Austria (elib austria etxt in German)
- Lieder bis 1203 - eLibrary Austria (elib austria etxt in German)
- Lieder bis 1205 - eLibrary Austria (elib austria etxt in German) Archivado el 14 de enero de 2006 en Wayback Machine.
- Lieder bis 1220 - eLibrary Austria (elib austria etxt in German)
- Lieder der neuen Minne - eLibrary Austria (elib austria etxt in German)
- Maedchenlieder - eLibrary Austria (elib austria etxt in German)
- Spaete Lieder - eLibrary Austria (elib austria etxt in German)